# Würmersheim
Würmersheim is een plaats in de Duitse gemeente Durmersheim, deelstaat Baden-Württemberg, en telt 2400 inwoners (2007).